# 香颂
香颂（法語：chanson，法語發音：[ʃɑ̃sɔ̃]），意为歌曲，源自于拉丁文，源於中世紀的法国，是法国世俗歌曲的泛称，专业的香颂歌手称为香特爾（男）或香特丝（女）。
今天在法国，香颂往往指的是像雅克·布雷尔、艾迪特·皮雅芙等著名歌手的作品，区别于其他法国流行音乐，按照法语的节奏，而不是英语的节奏，因此被认为特别“法国”。此外，香颂的歌词也特别讲究韵味和意境。